# José María Salaverría
José María Salaverría Ipenza (Vinaroz, 8 maggio 1873 – Madrid, 28 marzo 1940) è stato un giornalista e scrittore spagnolo.

## Biografia
José María Salaverría nacque a Vinaròs l'8 maggio 1873 da genitori baschi. Trasferitosi nel 1877 con la famiglia a San Sebastián, vi trascorse l'infanzia e la gioventù. Autodidatta, cominciò a scrivere appena quindicenne, mentre si guadagnava il pane facendo volta a volta il telegrafista, il disegnatore, l'impiegato. Non avendo avuto altra istruzione che quella elementare, dedicava tutte le ore libere allo studio e alla lettura, formandosi una buona cultura, che arricchì con l'esperienza di lunghi viaggi in Europa e America.
Entusiasta della bellezza pittorica e morale, Salaverría ha cantato con uguale fervore gli spettacoli della natura, le gesta di guerrieri e di santi, le conquiste dell'industria. Spirito inquieto e indagatore, spesso ironico e a volte paradossale, è senza dubbio un acuto pensatore, un osservatore fine e sagace, più moralista che narratore. La sua fatica di artista, infatti, si esercita specialmente nella tenace ricerca di problemi psicologici, di sfumature, di motivi che altri scrittori generalmente trascurano o non avvertono: inquisizioni e procedimenti analitici che meglio si traducono nel genere dell'ensayo (il saggio critico), di cui è maestro.
Le sue opere principali sono: El perro negro (1906); Vieja España (1907); Nicéforo el bueno (1909); Tierra argentina (1910); Cuadros europeos (1910); A lo lejos, España vista desde América (1914); La afirmación española (1917); Espiritu ambulante (1917); El problema de la Pampa (1918); Los conquistadores (1918); El muchacho español (1918); En la vorágine (1919); Páginas novelescas (1919); Los fantasmas del Museo (1919); Guerra de mujeres (1921); Alma vasca (1922); Santa Teresa de Jesús (1922); El oculto pecado (1924); Los paladines iluminados (1925); Viajero de amor (1926); Retratos (1926); Instantes (1927); El muñeco de trapo (1928); Loyola (1929); Sevilla y el andalucismo (1929); Nuevos retratos (1930); Bolívar (1932); Iparraguirre (1932); Viaje a Mallorca (1934); Martín Fierro (1934); El instante dramático (1935).